# Conseil européen des 19 et 20 décembre 2013
La réunion du Conseil européen des 19 et 20 décembre 2013 est la première réunion avec pour thème principal la défense depuis l'entrée en vigueur du traité de Lisbonne en décembre 2009.

## Conclusions du Conseil
En préambule de sa conclusion, le Conseil européen souligne les problèmes de la défense européenne dans un environnement stratégique et géopolitique changeant : des budgets de la défense limités (restreignant le développement, le déploiement et le maintien des capacités militaires), et un marché intérieur de la défense encore inexistant car trop fragmenté ce qui nuit à la compétitivité et à la pérennité de l'industrie européenne de sécurité et de défense.

### Politique de sécurité et de défense commune
Le Conseil européen définit les objectifs suivants :
- « augmenter l'efficacité, la visibilité et l'impact de la PSDC »,
- « accroître le développement des capacités »,
- « renforcer l'industrie européenne de défense »,
- et énonce les étapes suivantes.

En matière d'efficacité, de visibilité et d'impact, le Conseil européen décide que l'Union européenne et ses États membres doivent être en mesure de planifier et déployer rapidement les moyens civils et militaires nécessaire. Cela inclut de rendre les groupements tactiques de l'Union plus flexible et déployable. Le Conseil européen souligne également le besoin de revoir le cadre financier des opérations dans le cadre de la révision du mécanisme Athéna. Enfin, dans le cadre de cet objectif, le Conseil européen émet une série d'orientations politiques :
- la définition d'un cadre d'action de l'UE en matière de cyberdéfense en 2014,
- l'élaboration d'une « stratégie de l'UE en matière de sécurité maritime »,
- la multiplication des « synergies entre la PSDC et les acteurs du domaine de la liberté, de la sécurité et de la justice pour s'attaquer aux problèmes horizontaux tels que la migration illégale, la criminalité organisée et le terrorisme »,
- le soutien, via la PSDC, « aux États et régions tiers afin de les aider à mieux gérer leurs frontières »,
- le renforcement de « la coopération pour relever les défis en matière de sécurité énergétique ».

En matière d'accroissement des capacités, le Conseil européen souligne trois priorités : « maintenir les capacités essentielles », « remédier aux lacunes » et « éviter les doublons ». La « mutualisation de la demande, la consolidation des exigences et la réalisation d'économies d'échelle » sont les outils désignés qui permettraient aux États membres une meilleure allocation des ressources et d'améliorer l'interopérabilité entre eux, mais également avec l'Otan. Cela inclut la formulation de normes communes fixant les « modalités d'utilisation, de maintenance ou de formation communes ». Soulignant que « les capacités sont détenues et exploitées par les États membres », il se félicite de la mise au point de systèmes d'aéronefs télépilotés pour 2020-2025, du développement de capacités de ravitaillement en vol, et d'amélioration dans le milieu de la télécommunication par satellite et du cyberespace. De même, le Conseil souligne le besoin de renforcer la transparence et le partage d'informations dans la planification afin d'« améliorer la convergence des besoins capacitaires et des calendriers ». Enfin, le Conseil se félicite du modèle adopté par le commandement européen du transport aérien.
Au sujet de l'industrie européenne de défense, le Conseil européen appelle à la mise en place d'une « base industrielle et technologique de défense européenne » intégrée, durable, innovante et compétitive. À cette fin, il rappelle dans un premier temps la nécessité de mettre en œuvre les directives 2009/43/CE (transfert de produit lié à la défense) et 2009/81/CE. Le Conseil européen souligne les points suivants :
- en matière de recherche et double usage, il appelle les États membres à accroître les investissements dans les programmes de recherche et technologie en coopération, au travers d'investissements communs. Il se félicite de l’adoption du programme Horizon 2020 par la Commission, lequel – dans le cadre des partenariats publics-privés – permettrait d'améliorer la complémentarité des recherches (technologies critiques, efficacités énergétiques, etc.)[5].
- en matière de normes et de procédure de certification des équipements de défense, les conclusions soulignent qu'elles permettraient de réduire les coûts, d'harmoniser la demande et d'accroître l'interopérabilité. À cette fin, le Conseil européen charge l'Agence européenne de défense (AED) et la Commission d'établir une feuille de route sur l'élaboration de normes industrielles dans le domaine de la défense d'ici à la mi-2014 (lesquelles ne doivent pas faire double emploi, notamment avec les normes OTAN). De même, l'AED étudiera les options visant à réduire le coût de la certification militaire[6].
- en tant que structure importante dans l'industrie de défense, les conclusions abordent également le sujet des PME. Il invite la Commission à étudier les mesures additionnelles qui permettraient d'ouvrir les chaînes d'approvisionnement aux PME de tous les États membres. Il souligne également l'importance des réseaux régionaux de PME et des groupements stratégiques[6].
- enfin, en matière de sécurité d'approvisionnement, le Conseil européen se félicite d'un arrangement-cadre amélioré sur la sécurité d'approvisionnement au sein de l’AED. Il invite également la Commission a préparé une feuille de route « pour un régime global en matière de sécurité d'approvisionnement applicable dans l'ensemble de l'UE, qui prenne en compte la mondialisation des chaînes d'approvisionnement critiques »[7].

## Sources